# Республика (монумент)
Монумент «Республика» (тур. Cumhuriyet Anıtı) — памятник, расположенный в юго-западной части площади Таксим в Стамбуле и посвящённый пятилетию образованию Турецкой Республики в 1923 году. Представляет собой многофигурную композицию, состоящую из соратников Кемаля Ататюрка — основателя Турецкой республики, занимающего центральное положение на монументе.

## История
Монумент был спроектирован итальянским скульптором Пьетро Каноника и одобрен комиссией, сформированной администрацией Стамбула. Он был создан за два с половиной года при финансовом участии населения. Памятник весом 84 тонны был доставлен из Рима в Стамбул на корабле. Торжественно открыт в юго-западной части площади Таксим 8 августа 1928 года доктором Хакки Чинаси Паша, депутатом от Стамбула, являвшегося также председателем отборочной комиссии проекта памятника и официальными представителями республики. 
В настоящее время монумент, как и задумывалось первоначально, используется как место проведения официальных церемоний во время торжеств, посвящённых национальным праздникам. Также здесь проводятся и оппозиционные демонстрации. В историю вошла одна из них, которая прошла в праздновании дня труда 1 мая 1977 года. В оппозиционном митинге организованном левыми силами принимало участие около 500 тысяч человек. Люди, собравшиеся на площади, были обстреляны неизвестными. В результате инцидента погибло, по разным данным, от 34 до 42 человек, ещё от 126 до 220 получили ранения. В списке убитых, составленном полицией, было упомянуто 34 человека. Эти события стали известны как «Бойня на площади Таксим» (также «кровавое воскресенье», «второе кровавое воскресенье».

## Описание

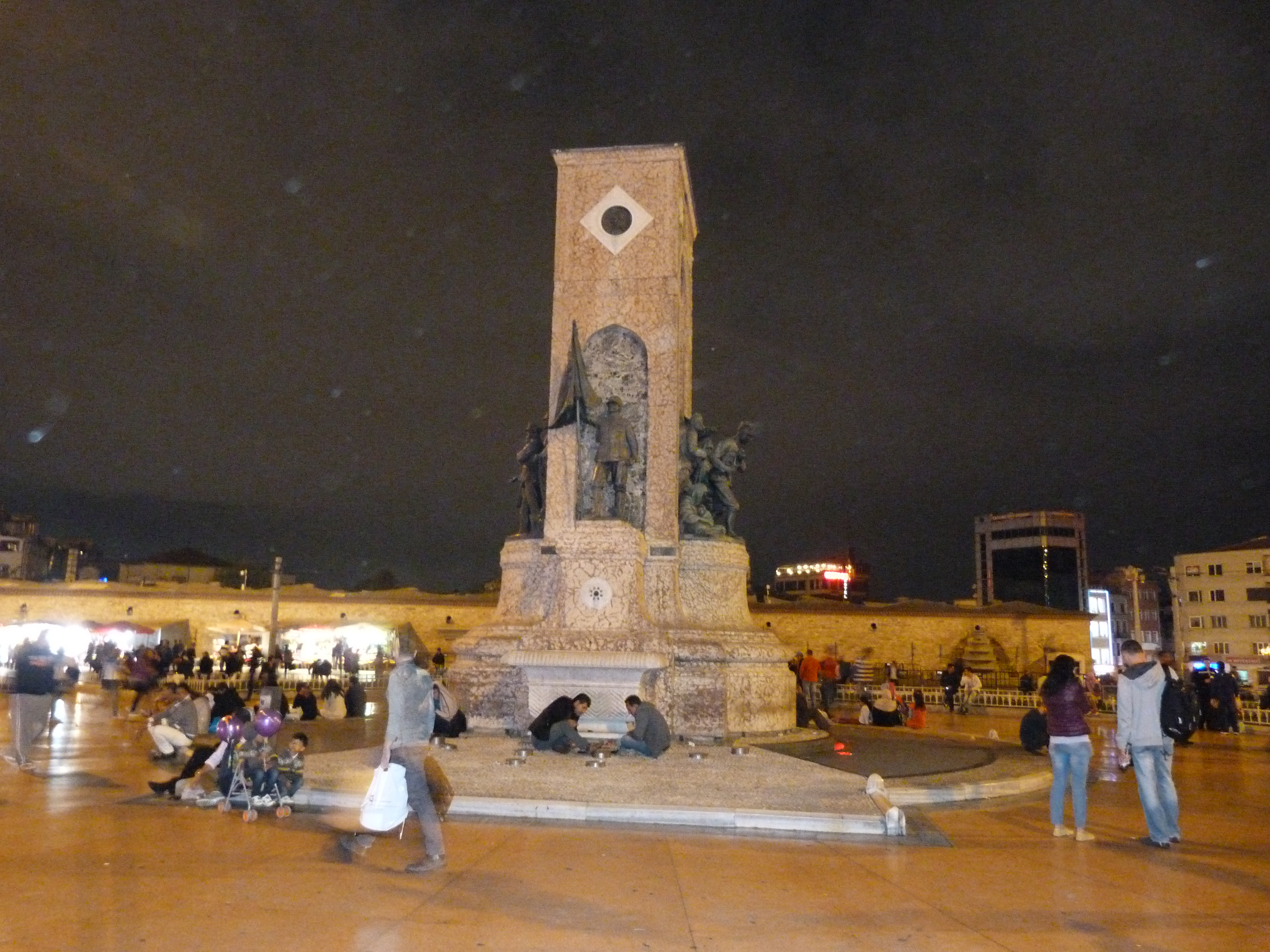
Ночной вид памятника

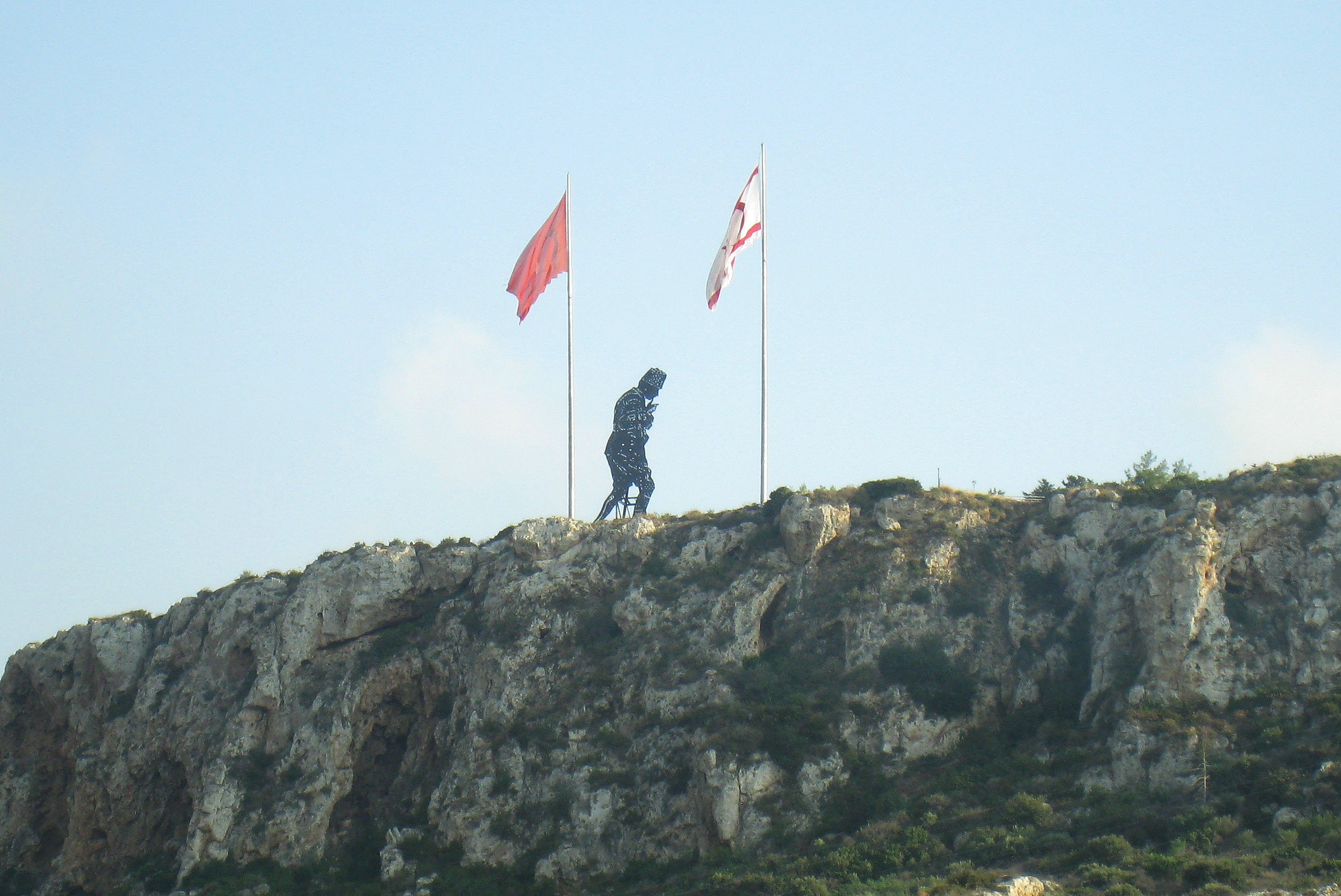
Силуэт Ататюрка с монумента, установленный близ Никосии (Северный Кипр).

Памятник установлен в центре округлой площади Таксим; к нему ведут четыре дорожки. Монумент высотой 11 метров представляет собой скульптурную композицию, состоящую из фигур основателей Турецкой Республики Мустафы Кемаля Ататюрка и ближайших соратников, продолжателей его дела: Исмета Иненю и Февзи Чакмака. Памятник имеет две стороны: на стороне, обращённой к северу, изображён Ататюрк в военной форме во время турецкой войны за независимость, а на стороне, обращённой на юг (в сторону проспекта Истикляль), Ататюрк и его товарищи одеты в современную западную одежду. Первая представленная ипостась турецкого лидера символизирует его роль как военачальника, а вторая олицетворяет его роль как государственного деятеля.
В группе людей, стоящих за Ататюрком на южном фасаде памятника представлен полномочный представитель РСФСР в Турции Семён Иванович Аралов (фигура в фуражке позади Исмета Иненю в левой части памятника). Его присутствие в композиции памятника, заказанного Ататюрком, указывает на финансовую и военную помощь, предоставленную Советской Россией в 1920 году во время турецкой войны за независимость. Также рядом с Ататюрком расположены статуи военных и государственных деятелей К. Е. Ворошилова и М. В. Фрунзе, о чём свидетельствует надпись на табличке, расположенной возле монумента.

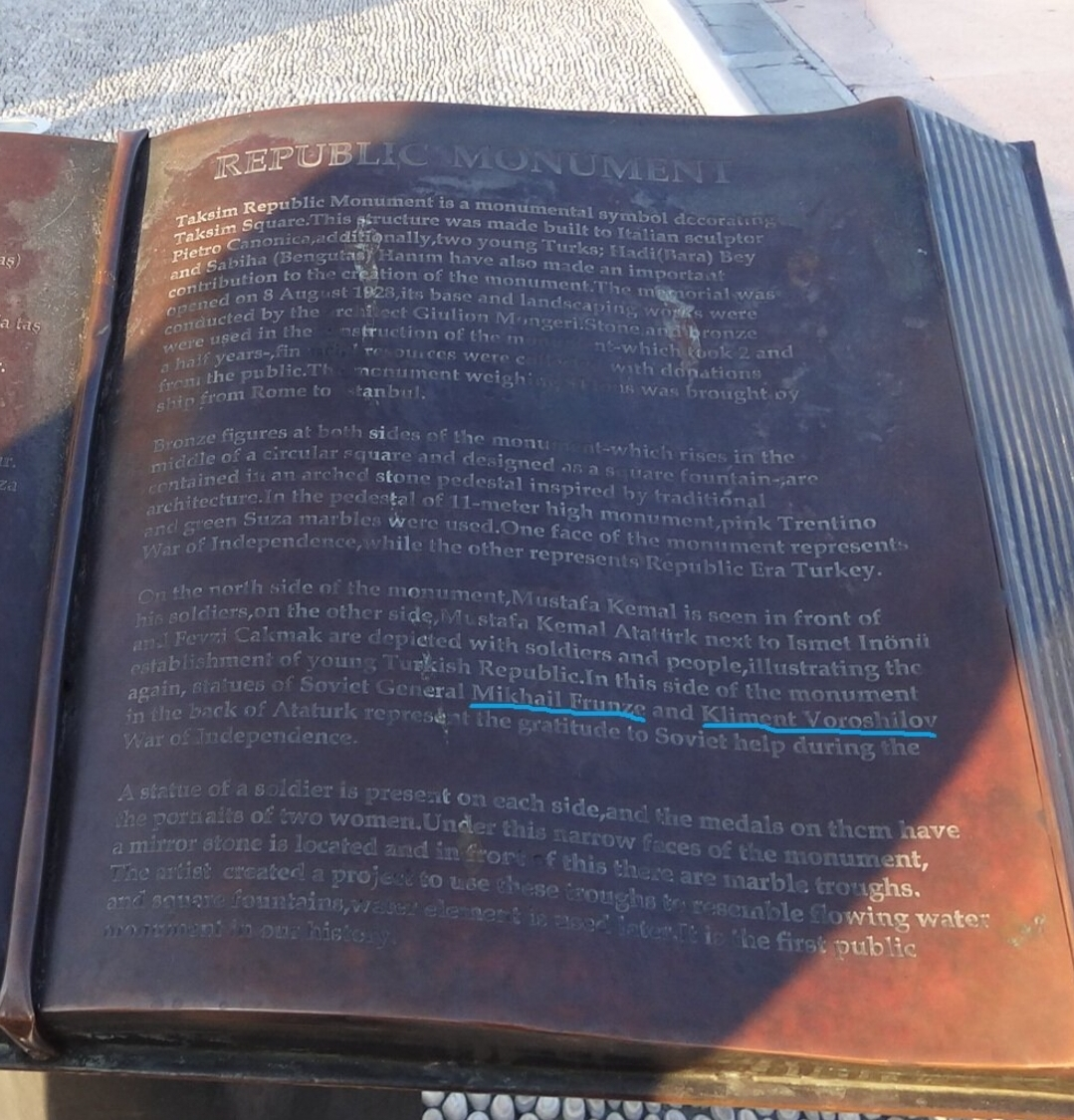
Подпись на табличке около монумента, свидетельствующая о присутствии статуй Ворошилова и Фрунзе